# St.-Johannis-Mühle (Brackenheim)
Die St.-Johannis-Mühle (auch Heldmühle) ist ein historisches Mühlenanwesen in Brackenheim im Landkreis Heilbronn im nördlichen Baden-Württemberg. Sie bildet den gleichnamigen, zur Stadt zählenden Wohnplatz.

## Lage
Die Mühle liegt auf 185 m zwischen Brackenheim und Botenheim, südlich an der Zaber. Gegenüber zweigt ein Mühlkanal ab, der Triebkanal.

## Geschichte
1529 wurde die Mühle erstmals erwähnt, als Anna Hansen, die Witwe des Müllers, aus ihrer Mühle unter St. Johannßen ob der Brücke, die zwei Wasserräder besaß, zinste. Der Name nimmt Bezug auf die nahe und ebenfalls außerhalb des Ortes gelegene Johanniskirche. 1603 bis 1608 wird der Müller Sebastian Schäfer genannt. Zu seiner Zeit und nochmals zwischen 1725 und 1728 gab es Streit mit der zu Botenheim zählenden Hengstenmühle wegen eines Wehrs. 1799 war Johann Friedrich Held Müller auf der Johannismühle. Seine Nachkommen betrieben sie bis zur Einstellung des Mahlbetriebs im späten 20. Jahrhundert. 1842 wird Karl Held als Müller genannt, die Mühle hatte weiterhin zwei Wasserräder. 1873 heißt es, die Mühle habe zwei Mahlgänge, einen Ölgang und eine Hanfreibe. Im Jahr 1900 brannte sie nieder. Beim Wiederaufbau 1902 erhielt sie statt des Wasserrades eine Phönix-Turbine. 1926 wurden von Gustav Held zwei Francis-Turbinen eingebaut. Nach dem Zweiten Weltkrieg wurde die Mühle aufgestockt und erhielt eine neue Einrichtung aus sechs Walzenstühlen, zwei Plansichtern sowie Grießputz- und Reinigungsmaschinen. Die Tagesleistung betrug etwa 15 Tonnen. Nach dem Tod des letzten Müllers wurde der Mahlbetrieb 1991 eingestellt. 2001 war das Anwesen im Besitz eines Bauunternehmers.